# ワシントン郡 (バージニア州)
ワシントン郡（英: Washington County）は、アメリカ合衆国バージニア州の南西部に位置する郡である。2010年国勢調査での人口は54,876人であり、2000年の51,103人から7.4%増加した。郡庁所在地はアビンドン市（人口8,191人）であり、同郡で人口最大の都市でもある。
ワシントン郡はテネシー州に跨るキングスポート・ブリストル (テネシー州)・ブリストル (バージニア州)大都市圏に属しており、またさらに広くジョンソンシティ・キングスポート・ブリストル（テネシー州）広域都市圏、通常「トリシティーズ地域」と呼ばれるものに属している。

## 歴史
ワシントン郡となった地域には数千年前から様々な文化を持った先住民族が住んでいた。ヨーロッパ人が入ってきたときは、現在ソルトビルとなった所の近くにチスカ族インディアンが主たる村を持っていたが、1568年にスペイン人によって破壊された。1671年頃にチェロキー族がフアレイ族からこの地域を取り上げた。
ワシントン郡は1776年にフィンキャッスル郡（現在は廃郡）から分離して、ヨーロッパ系アメリカ人によって設立された。郡名は当時大陸軍の総司令官だったジョージ・ワシントンに因んで名付けられた。アメリカ合衆国大統領の名にちなむ命名としては最初の地名になった。
チカマウガ戦争（1776年-1794年）の間にチカマウガ族による襲撃を受けた。1776年7月、ドラッギング・カヌー酋長がブラックの砦に対する攻撃を率いた。ブラックの砦は後の1778年にアビントンと改名された。1794年、ワシントン郡でチカマウガ族指導者ボブ・ベンジが開拓者に殺されるまで、この地域はインディアンの攻撃を受け続けていた。
他の多くのフロンティアにあった郡と同様に、ワシントン郡の領域は長い間に何度か修正された。1786年、郡北部がラッセル郡となった。1814年、残り領域の西部とリー郡、ラッセル郡のそれぞれ一部を組み合わせ、スコット郡が設立された。1832年、郡北東部とワイス郡の一部を合わせて、スミス郡が作られた。最後は1890年にグッドソンの町が、独立市のブリストル市として法人化され、ワシントン郡は現在の大きさになった。

## 地理
アメリカ合衆国国勢調査局に拠れば、郡域全面積は566平方マイル (1,470 km2)であり、このうち陸地563平方マイル (1,460 km2)、水域は3平方マイル (7.8 km2)で水域率は0.55%である。2000年の人口密度は90.7人/平方マイル (35人/km2) だった。

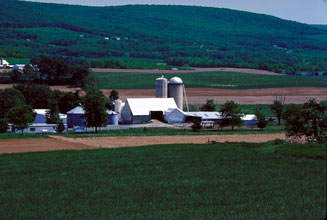
ワシントン郡の農園

### 地区
ワシントン郡は7つの監督地区に分かれている。ハリソン、ジェファーソン、マディソン、モンロー、テイラー、タイラー、ウィルソンの各地区である。

### 主要高規格道路
- 州間高速道路81号線
- アメリカ国道11号線
- アメリカ国道19号線
- アメリカ国道58号線
- アメリカ国道421号線
- バージニア州道75号線
- バージニア州道80号線
- バージニア州道91号線
- アメリカ国道58号線代替路

### 隣接する郡と独立市
- スミス郡 - 北東
- グレイソン郡 - 東南東
- ジョンソン郡 (テネシー州) - 南南東
- サリバン郡 (テネシー州) - 南西
- ブリストル市 - 南西
- スコット郡 - 西
- ラッセル郡 - 北西

### 国立保護地域
- ジェファーソン国立の森（部分）
- ロジャース山国立レクリエーション地域(部分）

## 人口動態
以下は2000年国勢調査による人口統計データである。
| 基礎データ - 人口: 51,103人 - 世帯数: 21,056 世帯 - 家族数: 14,949 家族 - 人口密度: 35人/km2（91人/mi2） - 住居数: 22,985軒 - 住居密度: 16軒/km2（41軒/mi2） 人種別人口構成 - 白人: 97.56% - アフリカン・アメリカン: 1.32% - ネイティブ・アメリカン: 0.11% - アジア人: 0.27% - 太平洋諸島系: 0.03% - その他の人種: 0.14% - 混血: 0.58% - ヒスパニック・ラテン系: 0.63% 年齢別人口構成 - 18歳未満: 20.8% - 18-24歳: 8.7% - 25-44歳: 28.3% - 45-64歳: 26.9% - 65歳以上: 15.3% - 年齢の中央値: 40歳 - 性比（女性100人あたり男性の人口） - 総人口: 94.2 - 18歳以上: 91.7 | 世帯と家族（対世帯数） - 18歳未満の子供がいる: 28.1% - 結婚・同居している夫婦: 59.1% - 未婚・離婚・死別女性が世帯主: 8.7% - 非家族世帯: 29.0% - 単身世帯: 25.8% - 65歳以上の老人1人暮らし: 10.4% - 平均構成人数 - 世帯: 2.36人 - 家族: 2.84人 収入と家計 - 収入の中央値 - 世帯: 32,742米ドル - 家族: 40,162米ドル - 性別 - 男性: 30,104米ドル - 女性: 21,307米ドル - 人口1人あたり収入: 18,350米ドル - 貧困線以下 - 対人口: 10.9% - 対家族数: 8.1% - 18歳未満: 13.2% - 65歳以上: 14.2% |

## 町
- アビンドン - 郡庁所在地
- ダマスカス
- グレイドスプリング
- ソルトビル

### 未編入の町
- エモリー・メドウビュー
- メンドータ

## 教育

### 高等教育機関
- エモリー・アンド・ヘンリー・カレッジ、エモリー
- バージニア・ハイランズ・コミュニティカレッジ、アビンドン
- バージニア・インターモント・カレッジ、ブリストル

### 公立高校
- アビンドン高校
- ホルストン高校、ダマスカス
- ジョン・S・バトル高校、ブリストル
- パトリック・ヘンリー高校、グレイドスプリング